# Шарл Амлен
Шарл Амлен (на френски: Charles Hamelin роден на 14 април 1984) е канадски състезател по шорттрек, трикратен олимпийски шампион от игрите във Ванкувър 2010 и Сочи 2014, многократен световен шампион. С общо 31 медала от олимпийски игри и световни първенства Амлен е втори по брой медали сред канадските състезатели в този спорт след Марк Ганьон. Шесткратен национален шампион на откритото първенство на Канада.
За отбелязване е, че Амлен има световни титли както в спринтовата дистанция на 500 m така и в най-дългата дистанция в шорттрека на 3000 m. На олимпиадата във Ванкувър е част от канадския отбор, който печели златен медал в щафетата на 5000 m със световен рекорд а само половин час по-късно печели и индивидуален златен медал на 500 m.
Семейството на Шарл Амлен е тясно свързано с шорттрека. Баща му Ив Амлен е програмен директор на канадския национален отбор а и тримата му синове – Шарл, Франсоа и Матийо са състезатели. Шарл започва да се състезава на 10-годишна възраст а от 2003 г. е член на националния отбор. Носител е на световния рекорд на 1000 m с 1:23,454 от януари 2009 до октомври 2012 г.